# デジタル・デビル・ストーリー
『デジタル・デビル・ストーリー』（Digital Devil Story）は、西谷史による伝奇SF小説シリーズ。イラストはアニメーターの北爪宏幸。
コンピュータから召喚された悪魔（デジタル・デビル）と、私怨と好奇心で彼らを呼び出してしまった天才高校生プログラマーの戦いを、日本神話からの転生を絡めて描いている。

## 概要
1986年3月、徳間書店・アニメージュ文庫で書き下ろされ、天才プログラマー・中島朱実の戦いと白鷺弓子との運命的な愛を描いた『デジタル・デビル・ストーリー』3部作と、それから4年後の物語『新デジタル・デビル・ストーリー』6部作で構成されている。
本シリーズの第1作『デジタル・デビル・ストーリー 女神転生』は、翌年以降、メディアミックス企画によるOVA・ゲーム作品も発表されており、特にファミリーコンピュータ版は、本シリーズとは切り離れた形で、のちの「女神転生シリーズ」へと発展した（後述の「#メディアミックス」参照）。
全9作の売り上げは80万部を超えたという。アニメージュ文庫が1998年に刊行を終了したため文庫版は絶版となったが、2004年よりアトラスの携帯電話サービス「メガテンα」にて、文庫版を加筆修正したデジタルノベルが配信された。また、2005年から翌年にかけて、携帯電話版とは異なる形大幅な加筆修正を加えた愛蔵版（全3巻）が復刊した。第1巻の表紙絵は「転生の終焉」の表紙絵を採用し、第2巻と第3巻は新規描き下ろし、原画の経年劣化や散逸によって、愛蔵版に収録されなかった挿絵や口絵が多数ある。
本作品の着想については、著者の西谷が小説家以前の電機メーカーに勤務していた頃、実現不可能な発注に対して、冗談で「オンラインで悪魔でも送りつけてやろうか」と口走ったことがきっかけだったという。それが「パソコンから呼び出される悪魔がネットを介して広まっていく」という発想に繋がり、作品の売り込みをかけた出版社やゲームメーカーからも好感触を得る結果に繋がった。「女神転生」というタイトルは西谷が考え5つの案の1つで、「Digital Devil Story」のほうが編集部で好評でこちらに決まりかけていたが、最終的に編集長（当時）の鈴木敏夫の鶴の一声で女神転生に決まった。

## あらすじ
デジタル・デビル・ストーリー
1980年代後半（昭和60年代）、インターネットという概念が未だ一般の人々に浸透していなかった時代。
東京・国立市にある私立十聖高校の3年生・中島朱実は、少女と見紛うその美貌から、他の男子生徒の羨望や嫉妬を招きがちであった。プログラマーとしての天賦の才にも恵まれていた彼は、コンピュータ理論と魔術理論の類似性に着目し、ひそかに「悪魔召喚プログラム」の制作に没頭していた。自らプログラムを組みながらも、悪魔を召喚する目的が見つからなかった朱実は、稼動実験を躊躇していた。
そんな4月のある日、朱実の身にプログラム稼動を決意させる出来事が起こってしまった。彼に言い寄って振られた高見沢京子の逆恨みで濡れ衣を着せられ、空手部主将の近藤弘之に暴行されてしまったのだ。深い私怨に衝き動かされた朱実は、ついにプログラムを稼動、人間界に悪魔（デジタル・デビル）を召喚して復讐を果たしてしまうのだった。
それから二ヵ月後。朱実のクラスに白鷺弓子という少女が転入してきた。弓子は朱実に強い既視感覚を覚えるが、彼は全く取り合おうとしない。それが二人の前世からの深い因縁によるものであり、これから先の運命を大きく変えていく前兆でもあることなど、弓子はもちろん、朱実自身全く知る由もないことだった。
その日の放課後、朱実は古文担当の小原教諭をCAIルーム（コンピュータ学習室）に呼びつけた。好奇心と二人の関係を確かめずにはおれない衝動に抗いきれず、CAIルームに忍び込んだ弓子の目前で繰り広げられる、禍々しい悪魔降臨の儀式……。コンピュータによって召喚された悪魔「ロキ」は、復讐を果たす対価として、女の生贄を要求していたのだった。
夏休みが始まる直前、不幸にも次の生贄に弓子が選ばれてしまった。先日の一件以来、彼女のことが気になりだしていた朱実は、躊躇しながらも、ロキの求めるままに生贄の儀式を行ってしまう。
新デジタル・デビル・ストーリー
魔王ルシファーとイザナミ神の戦いから3年後。日本を含むほとんどの国家は既に魔族の支配下に置かれていた。魔族に抵抗した大和の神々は敗北し、降伏を拒んだイザナミ神は処刑されて諏訪下社でさらし者となっている。ある冬の夜、ヒキガエルの姿をした大和の神・タニグクは、今は死したイザナミ神を反魂の術によって蘇らせようと試みる。
それから1年後の4月。十聖高校2年生の北明日香は、クラスメイトの木戸礼子を治安警察から救ったことがきっかけで、魔族に抵抗する秘密組織「十字軍」と関わりを持つようになった。そして彼らの話から、魔族による世界支配の実態と、中学時代に憧れを抱いた白鷺弓子が大和の神によって転生復活し、魔族に囚われている現状を知らされる。弓子が中島朱実の恋人であることを知りながらも、彼女への想いが未だに捨てきれない明日香は、弓子を救い出すため、礼子や十字軍のメンバーたちと共に魔都と化した新宿特別区に潜入する。

## 登場人物

### デジタル・デビル・ストーリー
中島 朱実（なかじま あけみ）
声 - 水島裕（OVA）
旧シリーズの主人公。十聖高校3年生。プログラマーとしての天賦の才に恵まれた美少年。日本創造神・イザナギ神の転生した姿でもある。
逆恨みでいわれのない暴行を受けたことがきっかけとなり、自ら組み上げた「悪魔召喚プログラム」を稼動、人間界に悪魔ロキを召喚して復讐を果たしてしまう。悪魔召喚に成功してしばらくは悪魔の力を借りて集団催眠で学校を支配し、そうとは知らぬまま前世の妻でもある弓子を生贄として捧げようとするが、実体化したロキとの死闘の最中にイザナギ神としての記憶を取り戻し、悪魔を倒すことを決意する。自らが招いた事態の責任を取るため、そして何よりも最愛の人である弓子を守るために悪魔たちと戦うが、やがて自ら犯した罪の重さに耐えきれずに心を蝕まれていく。
セトとの戦いから一ヵ月半後、自分と弓子を侮辱した暴徒を殺害したために警察に逮捕される。再審のない一度きりの裁判の結果、以前にも悪魔を召喚して同級生を殺したことと合わせて死刑を求刑され、翌日に求刑通りの判決を受ける。執行日に公開処刑場にて逃走を図ったものの、夢魔に惑わされて正気を失い、居合わせた群集を無差別に斬殺。ついには弓子にも斬りかかったため、彼女を守ろうとしたイザナミ神によってやむなく殺害されてしまう。
霊魂のみの存在になった後も、愛する弓子のことを常に案じ続け、事あるごとに弓子や彼女を慕う明日香に助力していた。崇徳上皇との戦いの後、「幾千年かかろうと必ず生きて君のもとにたどりついてみせる」と弓子に告げ、転生の環に身を投じる。
白鷺 弓子（しらさぎ ゆみこ）
声 - 島津冴子（OVA）
札幌から十聖高校に転入してきた長い黒髪の少女。清楚な美人ではあるが、朱実や小原教諭のように一際目立つ存在ではない。
イザナギ神の妻、イザナミ神の転生で、シリーズ全編にわたるキーパーソン。朱実とは深い因縁と絆によって結ばれており、彼と相思相愛の仲になる。
一度はロキによって殺害されるが、前世の夫でもある朱実とイザナミ神の助力によって再び命を取り戻した。イザナミ神の形質と強大な理力（念動力と発火能力）を受け継ぎ、高濃度の生体マグネタイトを保有する特殊体質ゆえに、それを人間界に留まる縁とする魔族から狙われる身となってしまう。
イザナミ神に憑依されていたとはいえ、愛する朱実を手に掛けてしまったことに絶望し、イザナミ神に決別の言葉をぶつけ朱実の後を追って自らの命を絶ってしまう。
イザナミ神亡き後、大和の神・タニグクの反魂の術によって転生復活するが、朱実を失った心の傷は甚大で、精神の均衡を失っていた。狂気に蝕まれたまま、魔族や大和神族に道具のごとく利用されていたが、明日香たちの助力と朱実の言葉でようやく正気を取り戻した。その後はケルベロスと共に惑星黄泉に留まり、朱実の転生復活を待ち続けることを決意する。
小原（おばら）
声 - 横尾まり（OVA）
十聖高校の古文教諭。モデルを思わせる妖艶な美女。教え子の朱実によってロキの生贄として捧げられ、その子を身ごもってしまう。ロキを失った後もその恋慕と執着心は凄まじく、ついにはCAIルームに残されていた悪魔召喚プログラムを盗み出してしまった。
愛するロキを倒した朱実と弓子に復讐するため、二人の家族に危害を加えるも、最後は弓子の念動力によって致命傷を負い、ロキの子を産み落として息絶えた。
ロキ
声 - 大塚芳忠（OVA）
朱実によって人間界に召喚された最初のデジタル・デビル。奸智と美貌で知られた北欧神話の神。
生贄として献上された小原を操り、人間界を我が物にせんと企んでいる。自らの肉体を不定形の原形質に変化させたり、ブロンズのように硬質化させることができる。また、蝿を使い魔にし、彼らから情報を収集する能力も持っている。人間界に実体化した際に弓子やクラスメイトたちを殺害するが、イザナミ神からヒノカグツチの剣を授かった朱実によって倒された。
ケルベロス
朱実によって召喚された電子獣。ハンドヘルドコンピュータを介して召喚、実体化させることができる。
悪魔としての強さはロキよりずっと劣るが、召喚者に忠実で朱実たちに忠義を尽くす。一時は狂気に染まった朱実を見限って魔界に去るが、朱実が遺した悪魔召喚プログラムによって再び人間界に召喚され、礼子たちを救った。
イザナミ
声 - 勝生真沙子（OVA）
日本創造の女神。神々の母であると共に黄泉の統治者でもある。イザナギ神とは兄妹にして夫婦で、弓子の前世の姿。
自身と夫の転生である弓子と朱実に助力し、悪魔達と戦うための力を与える。黄泉の女神であるゆえ、人間界に直接降臨することはできないが、弓子に憑依してその身体を操ることはできる。
夫であるイザナギ神の復活と自らの器としての弓子に最後まで固執し続け、彼女を守るためにやむなく朱実を殺害したことで弓子に完全に見限られてしまう。
自ら命を絶った弓子の肉体を得て現世に降臨し、単独で魔族に勝ち目のない戦いを挑む直前、朱実の亡骸を惑星黄泉に運び込み安置した。
チャールズ・フィード
マサチューセッツ工科大学（MIT）教授（工学博士）にして、米国魔術界の総帥。ISG（インターナショナル・サタニスト・ガーデン）を組織し、魔術や錬金術を科学に役立てようとしている。魔族の侵略に対抗するため、シリーズ全編にわたって主人公たちに助力する。
成川（なるかわ）
内閣情報調査室特務二部の捜査官。武芸百般にも優れ、内調の中でも最も優秀な男と評されている。フィード教授を護衛する任に就くが、中島朱実と出会った時から不思議な既視感覚を覚え、仕事の範囲を超えて彼に協力することになる。
三貴子（みはしらのうずのみこ）の一柱・ツクヨミ神の転生で、夜の光を操る力を受け継いでおり、光の束でレーザーメスのように切り裂いたり、矢のように投擲するなど、遠距離攻撃を得意とする。朱実とフィード教授をセトの魔手から逃がすために自ら囮となり、単独でセトに勝ち目のない戦いを挑んだ。
イスマ・フィード
チャールズの弟。白魔術を実践する兄とは逆に邪悪な野望を抱き、魔族と手を結んで世界支配を企む冷酷非道な黒魔術師。小原が盗み出した悪魔召喚プログラムを独自に改良し、デジタル・デビル「セト」の実体化を図る。
セトに捕らわれた弓子を盾にして朱実を脅し、戦意を失くした彼に止めを刺そうとするも、ツクヨミ神として覚醒した成川の痛烈な一撃を受けて防御魔術を使う暇もなく焼き尽くされた。
セト
ロキの次に出現したデジタル・デビル。エジプト神話にて全ての神々を敵に回し互角に戦い抜いたと伝えられる、恐るべき邪神。イスマとの契約によって小原が産み落としたロキの子を依り代にして人間界に降臨し、大量の生体マグネタイトを得るために弓子をはじめとした大勢の人々を体内に取り込んで巨大化する。
退魔プロジェクトを率いるフィード教授らにより、静止衛星スタースコーピオンに搭載されたコンピュータで悪魔召喚プログラムを稼動されたことにより宇宙空間に放逐されて巨大な蛇の姿で実体化するも、イザナミ神から空を翔ける衣を授かった朱実と体内に取り込んでいた弓子に外と内から同時に攻撃をかけられあっけなく倒された。
ルシファー
かつて天界を追放された堕天使にして、数多の魔族を従える魔王。金髪碧眼の美しい若者の姿だが、黄金色のオーラを身に纏い、魔王の名に違わぬ風格と強大な理力を有している。セイレーンや夢魔などの配下の小悪魔たちを使い、悪魔の知略で朱実と弓子を追い詰めていく。
敵対する大天使ミカエルから最高神の預言を託され、人類の滅亡を望んでいない彼は世界崩壊を回避するため、大天使ガブリエルと共闘することになる。
自らの呪いを成就させるため、数多の怨霊を率いて東京に核ミサイルを撃ち込もうと画策する崇徳上皇と、東京上空で壮絶な死闘を繰り広げる。

### 新デジタル・デビル・ストーリー
北 明日香（きた あすか）
新シリーズの主人公。十聖高校に在籍する2年生の男子生徒。中学時代に校門でかいま見た弓子に憧れを抱き、同校に進学した。
少々短気で理屈よりも感情で動く性格。成績は優秀だが受験至上主義の校風に馴染めず授業をサボったり飲酒や喫煙をするなど、素行はあまり良くない。
大和の神によって転生復活した弓子の行方を追って、クラスメイトの木戸礼子たちと共に魔都と化した新宿特別区に潜入する。
三貴子の末弟・スサノオの転生で、朱実と弓子の両名とは深い因縁によって結ばれている。当初は弓子の恋人である朱実に強い敵愾心を抱くが、朱実の霊に何度も命を救われたことで彼の思いと苦悩を理解し、弓子に憧れる気持ちが単なる恋ではなく母親への思慕に似た感情だと気付いていく（エディプスコンプレックス）。
弓子と同じような念動力を行使し、潜在的に死者の魂を引き寄せる力を持っている（それがナリの憑依、中島朱実と崇徳上皇復活の一因ともなる）。
木戸 礼子（きど れいこ）
明日香のクラスメイト。弓子とは対照的にボーイッシュで可愛らしい容姿をしているが、性格は案外古風で理想や目的のために自身の感情を抑え込む傾向がある。
正義感が強いところがあり、気にくわない教師が受け持つ授業をサボる明日香をたしなめたり、暴行されているキララを助けるよう進言している。
魔族に抵抗する秘密組織「十字軍」のメンバーでもあり、治安警察に連行されそうになったところを明日香に救われ、以後彼と行動を共にするようになる。
三貴子の長姉・アマテラスの転生で、朱実と弓子、明日香とは深い因縁で結ばれている。弓子や明日香のように戦闘に特化した力は持たないが、あらゆるエネルギーを体内に取り込んで光や防護壁に変えることができる。
キララ
明日香たちが新宿特別区に潜入した際に出会った、少女を思わせる中性的な美貌を持つ少年。
暴行されていたところを助けられたのが縁で、明日香たちと行動を共にする。後にフィード教授のアシスタントも務めることになる。
沢女（さわめ）
大和神族の一人で水を操る力を持つ。見た目は7、8歳の幼い少女だが、実際はかなりの年月を生きている精霊。
前世での確執から、明日香に対して猜疑心を抱く他の神族たちとは違って、無邪気に彼を慕う。黄泉から脱出した後は最後まで明日香たちと行動を共にしている。
サンジェルマン伯爵
ルシファーの参謀。数千年を生きたともいわれる人物で、卓越した頭脳と科学技術を持つ。遺伝子操作による新生物の合成、実像を伴うホログラムやイグドラジルを用いた魔法陣の作成など、人智を超えた技術を駆使してルシファーによる世界支配を支えている。
その正体は十二使徒の一人・イスカリオテのユダ。敬愛していたイエス・キリストを磔刑に追いやり、自らに「裏切り者」の役割を強いた最高神に深い憎悪を抱いている。
ベルゼブー
ルシファー直属の魔族。面長で逞しい肉体を持つ誇り高き武人。中世の騎士のような鎧に身を包んでいる。大剣から強力な波動を発し、触れずして周囲の物体を断ち割ることができる。透視力や亡者を使役する能力も持つ。明日香との戦闘を通して、次第にその力量を認めていき、敵対する立場でありながら彼に助言を与える。
ナリ
ロキと正妻シギュンの間に生まれた嫡男。ルシファーに忠誠を誓い、大和特別区にあるイザナミ神の墳墓・白鷺塚を封印している。自らの姿を周囲の環境に合わせるため、白衣黒袴に身を包み、和弓を武器にしている。兄弟の中では父の形質を最も色濃く受け継いでおり、肉体をブロンズのように硬質化させることができる。魔族でありながら、人間の女性を愛してしまう。
異母妹・ヘルとの戦いに敗れ、愛する女性も失った後、明日香に憑依して復讐を果たそうとするが、中島朱実の霊によって執着から解放される。
ヘル
辺境の惑星ニブルヘイムの女王。ロキと妖女アングルボーザとの間に生まれた娘で、ブロンドの髪と均整の取れた肢体を持つ美女。外見からは想像もつかない程の恐ろしい魔力を持ち、強烈な冷気を操り周囲の物体を凍結させる。ナリの異母妹だが、疎んじられて二人の兄フェンリル、ヨルムンガンドと共に惑星ニブルヘイムに追放されていた。自らの版図を広げるため、ニブルヘイムの巨人族を率いて地球へとやってきた。
ルシファーの甘言に乗って白鷺塚を通じて惑星黄泉に侵攻し、大和神族を滅亡に追い込むが、逆に封印から解かれた 崇徳上皇や明日香たちによって愛する部下・スノリと二人の兄を失ってしまう。
ジョン・クォーク
史上最悪とも揶揄されている米国副大統領。密かに十字軍のバックアップもしている。
大天使ガブリエルの転生で、最高神の預言が未だ得られないことに焦りを抱いている。ルシファーとの直接対決における甚大な被害を避けるため冷戦状態を貫いていたが、同じ大天使のミカエルから最高神の預言を託され、世界崩壊を回避するためにルシファーと共闘することになる。
ガブリエルは女性、または中性の存在として描かれることが多いが、本作では壮年の男性として描かれている。
リリト
ルシファーの第一妃。ルシファーの命で、侍女のスジャータとともに現世に転生復活した崇徳上皇たちをルシファーの所まで連れて来る案内役を任される。
内心では人類に支配された世界を汚らわしく思っており、世界支配を望む夫とは逆に最高神の預言が成就されて地球が清められることを望んでいる。
崇徳上皇（すとくじょうこう）
大和神族によって惑星黄泉に封じられていた、日本最強の怨霊。明日香とベルゼブーによって封印を解かれる。
自らに過酷な運命を強いた最高神に復讐するため、部下である源為朝、藤原頼長と共に前世の記憶を保ったまま転生復活し、現世を滅ぼそうと暗躍する。
封印を解かれた後、黄泉に安置されていた朱実の亡骸に憑依し、弓子を利用しようとするが、霊魂となった朱実自身によって依り代の亡骸を破壊されて阻止される。
現世に転生復活した後、自らの呪いを成就させるため、東京に核ミサイルを撃ち込もうと画策し、数多の怨霊を率いて海を渡る。それを阻止しようとするルシファーと、東京上空で壮絶な死闘を繰り広げる。

## メディアミックス
1986年の第1巻『デジタル・デビル・ストーリー 女神転生』発刊に際して、コンシューマゲーム（ファミリーコンピュータ）・PCゲーム・OVAによるメディアミックスが企画された。本企画の直接的な関連作品は以下の通りである。
- OVA『デジタル・デビル物語 女神転生』 - 徳間書店・ムービック、1987年3月25日（後述「#OVA」参照）
- PC用ゲーム『デジタル・デビル物語 女神転生』 - 日本テレネット、1987年7月
- FC用ゲーム『デジタル・デビル物語 女神転生』 - ナムコ、1987年9月11日

### 展開経緯
本作品の出版社である徳間書店は、1980年代後半以降、雑誌『アニメージュ』（同社、1978年創刊）の影響力、OVA『天使のたまご』（押井守、1985年）などのようなアニメ業界参入もあり、テレビアニメを中心としたメディアミックスに関心を持っていた。本作品のメディアミックスはこうした動きの一環でもあり、1986年3月、アニメージュ文庫から原作小説が発刊され、メディアミックスプロジェクトも始動した。
原作者である西谷史の談では、FC版の開発に際して、小説第1巻が発売された同年1月には、任天堂がゲームソフトの製造・品質保証を行っていくライセンシー制度を確立し、作中には全裸の女悪魔・宗教的なテーマやシンボル・暴力的な描写があるからか、任天堂から難色を示されたことでアトラスに仲介される。この流れは、のちに独自のゲームシリーズとして発展した「女神転生シリーズ」（アトラス）のディレクター・プロデューサーとして知られる岡田耕始も、岡田を含むテーカン元社員の原野直也らによって設立されたばかりのアトラスだったが、原野と西谷が旧知の仲であったこともあって実現したと振り返っている。その後、アトラス側で「女神転生」の商標登録を済ませ、当時のナムコがFC用ゲーム開発に対して独立した生産ラインを持つ数少ない企業であり、原野の人脈もあってナムコがパブリッシャーとなるように計らわれた。なお、発売済みのPC版が原作小説に沿っていたことに反して、FC版は原作小説の要素が最低限となったが、原作サイドからは予め「自由にやってください」と伝えられた上で異議もなかったという。

### その後
本企画は成功したかに思われたものの、西谷の談では、徳間書店が本企画を活用することはなく、アトラスにとっては、容量不足故のやり残しもあったために、FC版のリベンジをかけた続編『デジタル・デビル物語 女神転生II』（FC用、ナムコ、1990年）も開発された。
また、それまで受託開発事業のみであったアトラスが、自社販売に着手したこともあり、前2部作を継承した独自の作品として、『真・女神転生』（SFC用、アトラス、1992年）を企画する。同作品に対しても、西谷から原作者としての依頼事項にあたるものはなく、アトラスからの自社販売についても、アトラスの原野・岡田両名がナムコの中村雅哉の元へ赴くと、「女神転生」商標登録の事前取得と原野・中村の信頼関係があってか、中村からも快諾を得た。この経緯は、のちのゲームシリーズとして、「女神転生シリーズ」ないし派生シリーズへの発展にも繋がっていく。
PC版ゲームに関しては、2023年4月、版権管理者から原作者の西谷へと権利返却が行われ、西谷自身はPC版の現行ハードへの移植に対し、版権料を求めずに前向きな姿勢であることを示している。

## OVA
1987年3月25日、第一作『女神転生』を原作としたOVA『デジタル・デビル物語 女神転生』が発売された。2日後の3月27日には「OVA BEST SELECTION」と題され劇場公開もされている（同時上映「みんなあげちゃう」）。2002年1月25日にパイオニアLDC（現・NBCユニバーサル・エンターテイメントジャパン）よりOVAをリマスタリングしたDVDが発売。こちらはオリジナルのネガフィルムからニュープリントを起こしてテレシネしなおし、画質を向上させたものであり、映像特典として「劇場版予告編」と「北爪宏幸イラスト・ギャラリー」が収録されている。
その後、パイオニアLDC版のDVDは生産・販売中止になり長らく新品を購入する事は難しくなっていたが、2007年1月26日にハピネットより「TOKUMA Anime Collection」として再度DVD化された。映像はパイオニアLDCから発売された物とほとんど変わらないが、ジャケットに使用されたイラストやブックレットの内容は異なっており、原作者のインタビューも新たに書き下ろされている。

### キャスト
- 中島朱実（イザナギ） - 水島裕
- 白鷺弓子 - 島津冴子
- 小原教諭 - 横尾まり
- ロキ - 大塚芳忠
- イザナミ - 勝生真沙子
- 高見沢京子 - 杉本誘里[注釈 2]
- 飯田教諭 - 喜多川拓郎
- 近藤弘之 - 佐藤正治
- 村木兼人 - 山形ユキオ
- 高井勉 - 立木文彦
- 加納深雪 - 林原めぐみ
- 生徒 - 柏倉つとむ

### スタッフ
- 原作 - 西谷史 「デジタル・デビル・ストーリー 女神転生」（徳間書店・アニメージュ文庫）
- 監督・脚本 - 西久保瑞穂
- キャラクターデザイン - 北爪宏幸
- 作画監督 - 恩田尚之
- 美術監督 - 石津節子
- 撮影監督 - 宇津畑隆
- 録音監督 - 斯波重治
- 音楽 - うさぎ組
- 音楽プロデューサー - 難波弘之
- プロデューサー - 鈴木敏夫、加藤長輝
- 制作協力 - J.C.STAFF
- 制作 - アニメイトフィルム
- 製作 - 徳間書店、ムービック
- 発売 - 徳間書店

### 主題歌
「LADY YOUR EYES」
作詞 - 杉本誘里 / 作曲・歌 - YOURI with the CASH / 編曲 - 難波弘之

### その他
- 2025年5月9日・5月17日、CS「衛星劇場」にて、「VHSを巻き戻せ！俺たちのOVA特集 vol.7」番組枠内で放送[10]。

## 書誌情報

### 小説（徳間書店）
- 『デジタル・デビル・ストーリー 女神転生』 - アニメージュ文庫、1986年3月31日、ISBN 4-19-669552-3
- 『デジタル・デビル・ストーリー 魔都の戦士』 - アニメージュ文庫、1986年10月1日、ISBN 4-19-669558-2
- 『デジタル・デビル・ストーリー 転生の終焉』 - アニメージュ文庫、1988年2月1日、ISBN 4-19-669576-0
- 『新デジタル・デビル・ストーリー 捕われの女神』 - アニメージュ文庫、1990年6月1日、ISBN 4-19-669629-5
- 『新デジタル・デビル・ストーリー 氷界の女王』 - アニメージュ文庫、1991年3月1日、ISBN 4-19-669642-2
- 『新デジタル・デビル・ストーリー 神魔の惑星』 - アニメージュ文庫、1991年8月1日、ISBN 4-19-669649-X
- 『新デジタル・デビル・ストーリー 怒りの妖帝』 - アニメージュ文庫、1992年4月1日、ISBN 4-19-669656-2
- 『新デジタル・デビル・ストーリー 女神よ永遠に』 - アニメージュ文庫、1992年12月1日、ISBN 4-19-669661-9
- 『新デジタル・デビル・ストーリー 転生の絆』 - アニメージュ文庫、1993年12月1日、ISBN 4-19-900005-4

### 小説（復刊ドットコム刊）
- 『愛蔵版 女神転生 デジタルデビルストーリー』 - 復刊ドットコム、2005年7月25日、ISBN 4-8354-4183-4[11]
  - 「デジタル・デビル・ストーリー」3部作を収録。
- 『愛蔵版 女神転生 デジタルデビルストーリー 2』 - 復刊ドットコム、2006年6月25日、ISBN 4-8354-4235-0[12]
  - 「新デジタル・デビル・ストーリー」の第1巻から第3巻を収録。
- 『愛蔵版 女神転生 デジタルデビルストーリー 3』 - 復刊ドットコム、2006年6月25日、ISBN 4-8354-4236-9[13]
  - 「新デジタル・デビル・ストーリー」の第4巻から第6巻を収録。